# Hugo Sellheim
Hugo Sellheim, né le 28 décembre 1871 à Biblis (Allemagne) et mort le 22 avril 1936 à Leipzig, est un professeur de gynécologie et d'obstétrique allemand.
Il a été nommé en 1904 et en 1927 au Prix Nobel de Physiologie ou Médecine.
Durant le régime nazi, il fut impliqué dans le programme eugénique de stérilisation forcée.

## Carrière universitaire
Fils d'un médecin généraliste, Hugo Sellheim a commencé des études de médecine à l'Université Hessian Ludwigs de Gießen. Puis il fréquente successivement l'Université Friedrich Alexander d'Erlangen, l'Université Friedrich Wilhelm de Berlin et l'Université Albert Ludwig de Fribourg. En 1895, il obtient le Doctorat.
Après un stage en pathologie à l'Université de Silésie Friedrich-Wilhelms de Wroclaw (Pologne), Hugo Sellheim devient assistant à la Clinique des Femmes de l'Université de Fribourg, sous la direction du professeur Alfred Hegar. En 1898, il obtient son habilitation d'obstétrique et de gynécologie. Il devient Professeur agrégé en 1902.
En 1905, il est nommé Directeur de la Clinique de l'Académie prussienne de Düsseldorf.
Le 1er octobre 1907, il accède à la chaire de l'Université Eberhard Karls de Tübingen, succédant à Albert Döderlein. En 1909, il est élu membre de l'Académie allemande des sciences naturelles Leopoldina.
Le 1er octobre 1917, il est nommé à la chaire de l'Université Friedrichs de Halle, où il dirige la clinique des femmes de Halle.
Pendant la Première Guerre mondiale, il dirige temporairement un hôpital de réserve à Tübingen.
En 1926, il est nommé professeur à la Clinique universitaire des femmes de Leipzig, qu'il dirige jusqu'à la fin de sa vie.

## National-socialisme
Lors de l'arrivée du parti nazi au pouvoir en 1933, la plupart des gynécologues et obstétriciens allemands adhèrent au programme eugénique de santé publique. Hugo Sellheim y était favorable. En tant que chef de la clinique des femmes de l'Université de Leipzig, il a été impliqué dans des stérilisations forcées à but eugénique, légalisées par la Loi allemande sur la stérilisation forcée du 14 juillet 1933.
Partisan du NSDAP, Hugo Sellheim a apporté son soutien financier au parti. Il fut membre de soutien du NSDAP (de) et membre de soutien de la SS. Il a également été membre de l'Association nationale socialiste des enseignants, de le Secours populaire national-socialiste, de l'Association du Reich des fonctionnaires allemands et de l'Association nationale-socialiste des étudiants allemands.

## Société savante
En 1929, il devient le 21ème président de la Société allemande de gynécologie et d'obstétrique (de), succédant au professeur Otto von Franqué. La même année, il préside à Leipzig la conférence annuelle de l'organisation.

## Travaux scientifiques
Ses travaux scientifiques se sont essentiellement portés sur l'anesthésie locorégionale (1905), sur la mécanique de l'accouchement selon la « loi de la moindre contrainte » (1906, 1913, 1923) et sur le développement de tests de grossesse par détection chimique.
Avec le professeur Johann Veit (de), ils développent dans les années 10 la technique de la césarienne extrapéritonéale.
En 1925, il soutient à titre consultatif l'anatomiste Hermann Stieve dans ses recherches sur les changements dans l'épithélium vaginal liés à la grossesse.

### Nomination au Prix Nobel
En 1904, il est nommé au Prix Nobel de Physiologie ou Médecine pour ses travaux en obstétrique et gynécologie. Il est nommé une seconde fois en 1927.